# Abdij van Kells

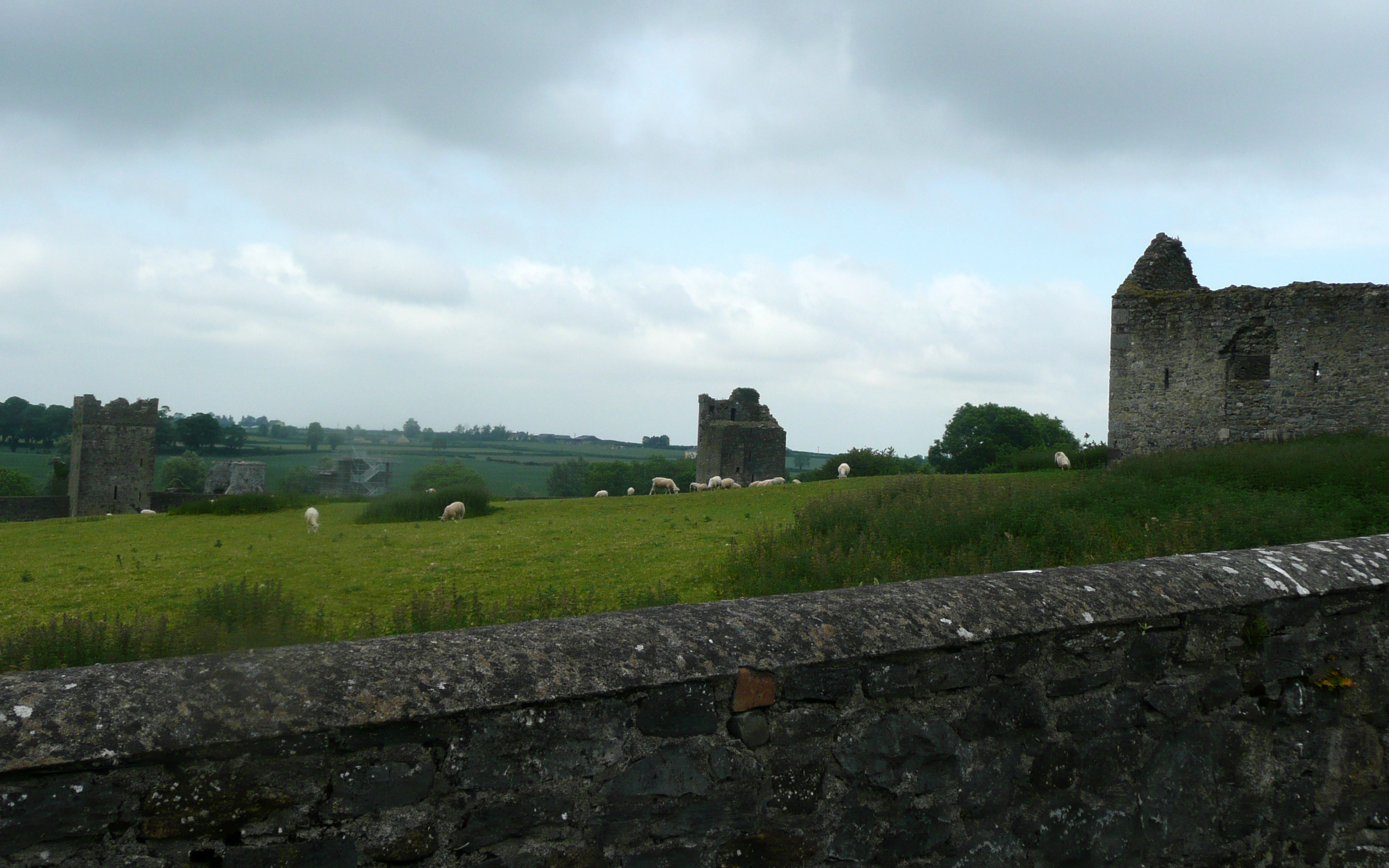
Schapen grazen rond de ruïnes van de abdij.

De Abdij van Kells (Iers: Mainistir Cheanannais) is een voormalig klooster in Kells, County Meath in Ierland, ongeveer 65 kilometer ten noorden van Dublin. Het werd gesticht in de vroege 9e eeuw en het Book of Kells werd er bewaard sinds de late middeleeuwen. Het boek werd rond 1650 verplaatst naar Dublin. Veel van het Book of Kells kan gemaakt zijn in de Abdij van Kells, maar historici zijn niet zeker over de exacte data en de omstandigheden rond het ontstaan van het werk.

## Geschiedenis
De Abdij van Kells werd eerst gesticht door Sint-Columba, waarschijnlijk in 554. Sommige historici zeggen dat een herstichting plaatsvond in de vroege 9e eeuw door Columbaanse monniken die van Iona vluchtten vanwege herhaaldelijke vikingaanvallen. De plaats was een voormalig Iers heuvelfort. In 814 vertrok Cellach, de abt van Iona, naar Kells. Na verdere Vikingaanvallen werd de schrijn van Sint Columba verplaatst naar de Abdij van Kells. Historici geloven dat het werk aan het Book of Kells in Iona is begonnen en in Kells is afgemaakt, of dat het volledig in Kells is geschreven.
De Vikingen bleven de abdij aanvallen gedurende de 10e eeuw en hij werd herhaaldelijk geplunderd. Ondanks de voortdurende aanvallen, slaagden de monniken erin om het Book of Kells intact te houden tot 1006, toen het werd gestolen uit de schrijn. In de Kronieken van Ulster wordt er waarschijnlijk aandacht aan besteed door de diefstal van het Book of Kells te noemen. Het manuscript werd twee maanden later teruggevonden zonder de kaft. De kracht van het verwijderen van de kaft verklaart wellicht waarom een aantal afbeeldingen aan het begin en eind van het boek ontbreken.
Het boek werd bewaard in de abdij gedurende een groot gedeelte van de middeleeuwen. In de 12e eeuw werden details van landaktes van de abdij gekopieerd op de blanco pagina's van het Book of Kells, wat niet ongewoon was in die tijd. Dit is de vroegst bevestigde referentie voor de aanwezigheid in de abdij. In de 12e eeuw werd het klooster opgeheven en werd het een parochiekerk, waar het boek ook bleef.
Het Book of Kells bleef in Kells tot rond 1650 toen Cromwells soldaten werden gestationeerd in het dorp. Het boek werd voor de veiligheid naar Dublin gestuurd. In 1661 kreeg het Trinity College het boek in bezit waar het sinds die tijd verblijft.